# Tāzeh Kand (ort i Östazarbaijan, lat 38,58, long 46,71)
Tāzeh Kand (persiska: تازه کند, Tāzeh Kand-e Bekrābād) är en ort i Iran.   Den ligger i provinsen Östazarbaijan, i den nordvästra delen av landet, 500 km nordväst om huvudstaden Teheran. Tāzeh Kand ligger 1 841 meter över havet och antalet invånare är 124.
Terrängen runt Tāzeh Kand är kuperad åt nordost, men åt sydväst är den platt. Terrängen runt Tāzeh Kand sluttar söderut. Runt Tāzeh Kand är det ganska glesbefolkat, med 27 invånare per kvadratkilometer. Närmaste större samhälle är Tokhm Del, 2,3 km sydost om Tāzeh Kand. Trakten runt Tāzeh Kand består i huvudsak av gräsmarker.